# كالفين هنت
كالفين هنت (بالإنجليزية: Calvin Hunt)‏ هو لاعب كرة قدم أمريكية أمريكي، ولد في 31 ديسمبر 1947.